# Kornelius Mennes Brouwer
Kornelius Mennes Brouwer (Nieuwe Pekela, 17 juni 1797 - aldaar, 21 augustus 1876) was een Nederlandse landbouwer, kapitein van de schutterij en burgemeester.

## Biografie
Brouwer was een zoon van de landbouwer Menno Kornelius en Saaktje de Juis Brouwer. Hij was gehuwd met Jantje Franssens Nipperus, dochter van de rentenier Frans Franssens Nipperus en Hindriktje Koerts uit Veendam.
Brouwer heeft zijn hele leven in Nieuwe Pekela gewoond. Hij was aanvankelijk landbouwer van beroep (1819) in zijn woonplaats. Van 1828-1829 was hij lid van de gemeenteraad. In 1833 werd hij benoemd tot kapitein van de schutterij. In 1837 werd hij herbenoemd tot gemeenteraadslid. In 1853 werd hij eerst tot burgemeester en enige maanden later eveneens tot secretaris van Nieuwe Pekela benoemd. In 1867 werd hij ontslagen als secretaris. Vijf jaar later, in 1872, volgde ook zijn ontslag als burgemeester.